# Денисьевский сельсовет (Коробовский район)
Денисьевский сельсовет — упразднённая административно-территориальная единица, существовавшая на территории Коробовского района Московской области до 1939 года. Административным центром была деревня Денисьево.

## История
В 1923 году Денисьевский сельсовет находился в составе Дмитровской волости Егорьевского уезда Московской губернии.
В 1925 году к Денисьевскому сельсовету была присоединена деревня Беловская из упразднённого Беловского сельсовета, но уже в 1926 году Беловский сельсовет был восстановлен. 
На 1 января 1927 года в состав Денисьевского сельсовета входили деревни Денисьево и Петряиха.
В ходе реформы административно-территориального деления СССР в 1929 году Денисьевский сельсовет вошёл в состав Дмитровского района Орехово-Зуевского округа Московской области. В 1930 году округа были упразднены, а Дмитровский район переименован в Коробовский.
21 августа 1936 года Денисьевскому сельсовету передана деревня Кузьмино из Митинского сельсовета.
17 июля 1939 года сельсовет был упразднён, а его территория передана Беловскому сельсовету.